# Sport Club Marsala 1961-1962
Questa pagina raccoglie le informazioni riguardanti lo Sport Club Marsala nelle competizioni ufficiali della stagione 1961-1962.

## Divise
I colori sociali dello Sport Club Marsala sono l'azzurro ed il bianco.
| Casa | Trasferta |

## Rosa
| N. |                   | Ruolo | Calciatore               |
| -- | ----------------- | ----- | ------------------------ |
|    | Italia (bandiera) | P     | Giuseppe Agate           |
|    | Italia (bandiera) | C     | Omero Andreani           |
|    | Italia (bandiera) | C     | Umberto Campagniol       |
|    | Italia (bandiera) | C     | Vincenzo Cappelli        |
|    | Italia (bandiera) | A     | Osvaldo Conti            |
|    | Italia (bandiera) | D     | Giancarlo Crivellente    |
|    | Italia (bandiera) | D     | Luigi Cumin              |
|    | Italia (bandiera) | C     | Sergio De Corte          |
|    | Italia (bandiera) | P     | Manlio Grandi            |
|    | Italia (bandiera) | A     | Giovanni La Valpolicella |

| N. |                   | Ruolo | Calciatore      |
| -- | ----------------- | ----- | --------------- |
|    | Italia (bandiera) | C     | Enrico Lugo     |
|    | Italia (bandiera) | C     | Marino Panzani  |
|    | Italia (bandiera) | D     | Edmo Pavinato   |
|    | Italia (bandiera) | A     | Enrico Minto    |
|    | Italia (bandiera) | C     | Bruno Orzan     |
|    | Italia (bandiera) |       | Schiano         |
|    | Italia (bandiera) | A     | Nicola Stella   |
|    | Italia (bandiera) | D     | Gianni Strada   |
|    | Italia (bandiera) | C     | Mario Voltolina |